# Gargar, Lori
Gargar là một đô thị thuộc tỉnh Lori, Armenia. Dân số ước tính năm 2011 là 1349 người.